# Samarnica
Samarnica (em cirílico: Самарница) é uma vila da Sérvia localizada no município de Vlasotince, pertencente ao distrito de Jablanica, na região de Vlasina. A sua população era de 109 habitantes segundo o censo de 2011.

## Demografia
| 1948 | 1953 | 1961 | 1971 | 1981 | 1991 | 2002 | 2011 |
| ---- | ---- | ---- | ---- | ---- | ---- | ---- | ---- |
| 254  | 344  | 373  | 304  | 235  | 180  | 132  | 109  |